# General Güemes megye (Salta)
General Güemes egy megye Argentína északnyugati részén, Salta tartományban. Székhelye General Güemes.

## Népesség
A megye népessége a közelmúltban a következőképpen változott:
| Év   | Lakosság |
| ---- | -------- |
| 2001 | 42 115   |
| 2010 | 47 226   |